# Стара Маячка
Стара Мая́чка — село в Україні, в Ювілейній селищній громаді Херсонського району Херсонської області. Населення становить 656 осіб. З початку широкомасштабного вторгнення Росії в Україну село перебуває під російською військовою окупацією.

## Історія
Датою заснування вважається 1810 рік. Хоча насправді основу села складали переселенці з села Турбаї Полтавської губернії[джерело?], які 19 червня 1789 року повстали, вбили панів Базилевських. Після придушення повстання турбаївців в 1794 році виселили у безводні степи Таврії. Село спалили. Це на п'ятнадцять років раніше ніж дата заснування села.
Станом на 1886 рік у селі Маячківської волості Дніпровського повіту Таврійської губернії мешкало 2347 осіб, налічувався 361 двір, існували православна церква та школа. На момент переселення турбаївців місцевість не була безводною, бо було джерело й озеро. Джерело зникло вже в 60-х роках 20 століття через самих же людей. Бо виток джерела забивали, затовкували вовною, врешті решт джерело, завдяки якому було засноване саме село Стара Маячка, перестало існувати. Чому так наполегливо знищувалось джерело? Після запуску Північнокримського каналу село підтоплювало ґрунтовими водами. Хати руйнувались, в хатах було сиро, долівка мокрою. Як наслідок більш ніж половина села зникла. З часом, вже в 70-х роках були пробурені водовідвідні підстанції, рівень води понизився.

## Населення
Згідно з переписом УРСР 1989 року чисельність наявного населення села становила 500 осіб, з яких 222 чоловіки та 278 жінок.
За переписом населення України 2001 року в селі мешкало 656 осіб.

### Мова
Розподіл населення за рідною мовою за даними перепису 2001 року:
| Мова       | Кількість | Відсоток |
| ---------- | --------- | -------- |
| українська | 611       | 93.14%   |
| російська  | 35        | 5.34%    |
| угорська   | 9         | 1.37%    |
| румунська  | 1         | 0.15%    |
| Усього     | 656       | 100%     |

## Люди
В селі народилися:
- Мазун Борис Федотович (1929—2005) — оперний співак (бас).
- Ільченко Семен Максимович[ru] (1915—1998) — Герой Радянського Союзу.

## Спорт
В селі базується титулована жіноча футбольна команда ЖФК «Восход».